# Camelia Mandricel
Pour les articles homonymes, voir Mandricel.
Camelia Mandricel, née à Ploiești, est une gymnaste roumaine qui a eu une prometteuse mais courte carrière de gymnaste, qui n'a pas réussi à montrer son vrai potentiel au niveau junior.

## Biographie

### Enfance
Enfant, Camelia Mandricel habitait juste à quelques minutes de la salle de gym et ses parents l'ont inscrite à une classe de loisir. Elle a également commencé à prendre des leçons de ballet. Entraînée par Leana Sima et se mère Laura Mandricel, Camelia est devenue l'une des meilleures gymnastes du club CS Petrolul.

### Une gymnaste prometteuse
En 1989, Camelia participe à sa première grande compétition à l'occasion du Tournoi des Maîtres 1989, où elle crée la surprise. Camelia termine quatrième au concours général, mais elle se classe 2e aux barres asymétriques. 
En 1990, à la surprise générale, Camélia se classe 5e place au Championnat Roumain, étant donné qu'elle ne s'était pas complètement remise d'une blessure à la cheville subie plus tôt dans l'année.
Après son succès aux Championnats Roumains de 1990, elle participe au Worlds Sports de 1990 au Japon. Même si Camelia n'a pas gagné la compétition, elle a gagné beaucoup de fans.
La même année, Camelia participe aux Canadian Airlines Cup 1990.
En 1991, la saison de Camelia se termine prématurément, après une grave blessure au pied. Elle est éloignée du gymnase le restant de l'année. 
En 1992, aux Romanian International qui se déroulait à Ploiesti, la mère de Camelia a été sélectionnée pour faire partie du jury ce qui a soulevé quelques questions quant à l'impartialité de la compétition, à savoir; comment une mère peut juger objectivement sa propre fille. Malgré la controverse, Camelia est inscrite au concours général. 
Camelia impressionne la foule avec un exercice merveilleux, marquant un 9,925 points et gagne la médaille d'or. Elle a également remporté une note parfaite de 10 pour sa prestation à la poutre, mais à titre de démonstration. 
En 1992, pour les Championnats d'Europe 1992, les entraîneurs de Deva ont décidé de prendre Gabriela Agachi et Camelia Mandricel aux  Championnats d'Europe de gymnastique artistique féminine 1992 de Nantes et ils décideront qui sera en compétition sur place. Les entraîneurs avaient déjà décidé que les deux premières membres de l'équipe seraient Gina Gogean et Vanda Hadarean. Une fois arrivés à Nantes, les entraîneurs ont attendu jusqu'à la veille de la compétition, pour nommer Camelia Mandricel comme troisième membre de l'équipe. La pression qu'elle a subie avant la compétition et qui dura jusqu'à la veille de la compétition, avait provoqué une désastreuse 18e place au concours général.
Camelia a été très critique de la procédure de sélection utilisés par les entraîneurs.

### Carrière de coach
Cet échec lui fait douter qu'on lui donne une autre chance d'être sélectionnée dans l'équipe nationale et par conséquent elle est retournée à Ploiești, où elle s'occupe avec des spectacles de ballet, ses études et son poste d'entraîneur au CS Petrolul. Corina Ungureanu et Nicoleta Onel sont deux des gymnastes qu'elle a entraînés au cours de son séjour à Ploiesti.
Camelia a poursuivi ses études à l'université de Ploiesti, et elle accepta un poste d'entraîneur au royaume de Jordanie, où elle entraîne l'équipe nationale junior. Ses gymnastes ont eu de très bons résultats, par exemple, en remportant l'or, l'argent, et bronze à l'International 1999 en Tunisie. Camelia a voyagé à Montréal pour entraîner sa gymnaste jordanienne Yasmin Kheir qui gagne une 6e place au concours général au Gymnix International 2002.
Aujourd'hui Camelia Mandricel est la coach de l'équipe féminine de gymnastique artistique du Qatar.

## Palmarès
- 1989 Coupe du Monde de Cottbus : 4e au concours général,  aux barres asymétriques
- 1990 Championnats roumain : 5e au concours général
- 1992 Championnats international de Roumanie :  aux barres asymétriques
- 1992 Championnats des Balkans à Athènes :  par équipe
- 1992  Championnats d'Europe de gymnastique artistique féminine 1992 de Nantes : 18e au concours général